# Nabil Dirar
Nabil Dirar (arabiska:  نبيل ضرار), född 25 februari 1986 i Casablanca, är en marockansk fotbollsspelare som spelar för Chabab Mohammédia. Han representerar även Marockos landslag.

## Karriär
Den 30 januari 2021 lånades Dirar ut av Fenerbahçe till belgiska Club Brugge på ett låneavtal över resten av säsongen 2020/2021. Den 2 september 2021 värvades Dirar av Kasımpaşa, där han skrev på ett ettårskontrakt.
I september 2022 värvades Dirar av marockanska Chabab Mohammédia.